# Chlorissa porrinata
Chlorissa porrinata är en fjärilsart som beskrevs av Philipp Christoph Zeller 1848. Chlorissa porrinata ingår i släktet Chlorissa och familjen mätare. Inga underarter finns listade i Catalogue of Life.